# Lago de Isola
O Lago d'Isola É um lago de barragem junto à localidade de San Bernardino, no cantão de Grisons na Suíça. Este lago tem uma área de 0,39 km² e uma profundidade máxima de 39m, está localizado na altitude 1604 m.